# Südwestdeutscher Archivtag
Der Südwestdeutsche Archivtag ist eine jährlich stattfindende archivfachliche Tagung, die sich vor allem an Archive aus dem südwestdeutschen Raum, darüber hinaus aber auch an Archive aus der Schweiz, Österreich, Frankreich und Luxemburg richtet. Der Archivtag findet seit 1946 statt, seit 1952 an jährlich wechselnden Tagungsorten. Seit 2020 wird ein Teil der Veranstaltungen zusätzlich online angeboten.

## Geschichte
Die Gründung des Südwestdeutschen Archivtags steht in enger Verbindung mit der Gründung der Gesellschaft Oberschwaben. Diese hatte sich Ende 1945 als Diskussionsforum aktueller sozialer, politischer, wirtschaftlicher und kultureller Fragen in Aulendorf gegründet, das als Eisenbahnknotenpunkt verkehrstechnisch günstig gelegen war. Nachdem bereits Tagungen zu Verfassungsfragen und Konferenzen einzelner Berufsgruppen wie Vertretern der Kommunalpolitik oder Architekten und Städtebauern stattgefunden hatten, wurde am 19. und 20. Oktober 1946 der erste Südwestdeutsche Archivtag mit 14 Teilnehmern durchgeführt. An der Organisation maßgeblich beteiligt waren der Leiter des Staatsarchivs Sigmaringen, Franz Herberhold, und der Archivar des Hauses Waldburg-Zeil, Rudolf Rauh. Ziel war es, eine Plattform für einen fachlichen Austausch unter haupt- und nebenberuflichen Archivaren in Südwestdeutschland und auch über die Grenzen der alliierten Besatzungszonen hinweg zu schaffen, der seit dem Deutschen Archivtag 1937 in Gotha nicht mehr bestanden hatte. Neben fachlichen Themen standen während der ersten Südwestdeutschen Archivtage zwischen 1946 und 1948 auch die Auseinandersetzung mit administrativen Ideen, vor allem der Forderung des Konstanzer Stadtarchivars Otto Feger nach einer „weitgehenden Autonomie des Südwestens“, und dem Begriff der „historischen Landschaft“ im Vordergrund.
1949 fand der Südwestdeutsche Archivtag in Meersburg und somit erstmals an einem anderen Tagungsort als Aulendorf statt. Zwischen 1949 und 1952 wurde er jeweils zweimal jährlich veranstaltet, seit 1952 im bis heute üblichen jährlichen Wechsel an unterschiedlichen Veranstaltungsorten. 1957 musste der 16. Südwestdeutsche Archivtag, der in Heilbronn geplant war, ausfallen, da der Organisator, der Heilbronner Stadtarchivar Gerhard Heß, verstorben war. 1950 nahmen am 7. Südwestdeutschen Archivtag erstmals Archivare aus Österreich und der Schweiz, 1956 zum ersten Mal Archivare aus dem Elsass am Südwestdeutschen Archivtag teil. Ab den 1950er Jahren erweiterte sich der Teilnehmerkreis der bis dahin dominierenden Staats- und Adelsarchive um Kreis- und Wirtschaftsarchive. 1961 nahmen erstmals mehr als 100 Archivarinnen und Archivare am Südwestdeutschen Archivtag teil, 1979 wurde eine Teilnehmerzahl von 180 erreicht. 2019 wurden erstmals 200 Anmeldungen für den 79. Südwestdeutschen Archivtag in Ludwigsburg gezählt. 2020 fand der 80. Südwestdeutsche Archivtag, der ursprünglich in Singen/Hohentwiel geplant war, als virtuelle Veranstaltung statt.

## Organisation und Ablauf
Der zweitägige Kongress findet widmet sich seit 1976 jedes Jahr einem aktuellen Themenschwerpunkt. Die Organisation des Südwestdeutschen Archivtags wie zum Beispiel die Festlegung der Tagungsthemen und -referenten obliegt dem geschäftsführenden Präsidenten, dem jeweiligen Tagungspräsidenten sowie der seit Mitte der 1950er Jahre nachweisbaren „Triariersitzung“, die als Leitungsgremium dient.

## Übersicht der Tagungsorte und -themen
|     | Datum                                                            | Tagungsort                           | Tagungsthema |
| 1.  | 19.–20.10.1946                                                   | Aulendorf                            | |
| 2.  | 02.–03.05.1947                                                   | Aulendorf                            | |
| 3.  | 22.–23.05.1948                                                   | Aulendorf                            | |
| 4.  | 07.–08.05.1949                                                   | Aulendorf                            | |
| 5.  | 24.–25.09.1949                                                   | Überlingen                           | |
| 6.  | 20.–21.05.1950                                                   | Ravensburg                           | |
| 7.  | 07.–08.10.1950                                                   | Meersburg                            | |
| 8.  | 26.–27.05.1951                                                   | Memmingen                            | |
| 9.  | 28.–30.09.1951                                                   | Konstanz                             | |
| 10. | 03.–04.05.1952                                                   | Markdorf                             | |
| 11. | 03.–05.10.1952                                                   | Lindau                               | |
| 12. | 09.–11.10.1953                                                   | Biberach an der Riß                  | |
| 13. | 28.–30.05.1954                                                   | Bregenz                              | |
| 14. | 24.–26.06.1955                                                   | Nördlingen                           | |
| 15. | 08.–10.06.1956                                                   | Ravensburg                           | |
| 16. | Die Tagung entfiel wegen des Todes von Gerhard Heß am 03.01.1957 | Heilbronn                            | |
| 17. | 14.-26.05.1957                                                   | Staufen/Breisgau                     | |
| 18. | 16.-18.05.1958                                                   | Rottweil                             | |
| 19. | 22.-24.05.1959                                                   | Rastatt                              | |
| 20. | 06.-08.05.1960                                                   | Ottobeuren                           | |
| 21. | 05.-07.05.1961                                                   | Esslingen                            | |
| 22. | 18.-20.05.1962                                                   | Villingen                            | |
| 23. | 24.-26.05.1963                                                   | Ulm                                  | |
| 24. | 05.-07.06.1964                                                   | Ottobeuren                           | |
| 25. | 28.-30.05.1965                                                   | Landau in der Pfalz                  | |
| 26. | 20.-22.05.1966                                                   | Basel                                | Das bischöfliche Archivwesen am Oberrhein |
| 27. | 26.-28.05.1967                                                   | Kehl                                 | |
| 28. | 24.-26.05.1968                                                   | Schwäbisch Hall                      | |
| 29. | 06.-08.06.1969                                                   | Bruchsal                             | |
| 30. | 29.-31.05.1970                                                   | Leutkirch                            | |
| 31. | 21.-23.05.1971                                                   | Heilbronn                            | Quellen zur Industriegeschichte in württembergischen Kommunalarchiven |
| 32. | 12.-14.05.1972                                                   | Meersburg                            | Geschichte des Handels und des Verkehrs im Bodenseeraum |
| 33. | 01.-03.06.1973                                                   | Kempten                              | |
| 34. | 24.-26.05.1974                                                   | Reutlingen                           | Die Zünfte und ihre Archivalienüberlieferung in Südwestdeutschland |
| 35. | 30.05.-01.06.1975                                                | Sindelfingen                         | |
| 36. | 28.-30.05.1976                                                   | Ellwangen                            | Zur Geschichte der Germania Sacra im deutschen Südwesten |
| 37. | 20.-22.05.1977                                                   | Rottweil                             | Zum Verhältnis Öffentlichkeit – Verwaltung – Archive |
| 38. | 05.-07.05.1978                                                   | Neustadt an der Weinstraße           | Konfessions- und Bevölkerungsfragen im kurpfälzischen Raum vor dem 30-jährigen Krieg |
| 39. | 25.-27.05.1979                                                   | Wertheim                             | Zur Geschichte des Wertheimer Raums |
| 40. | 16.-18.05.1980                                                   | St. Gallen                           | Zur Quellenlage des alemannischen Raums |
| 41. | 29.-31.05.1981                                                   | Lörrach                              | Grenzüberschreitende Überlieferung in den Archiven Südwestdeutschlands und in Nachbarstaaten |
| 42. | 14.-16.05.1982                                                   | Göppingen                            | Probleme der Archivbenutzung: Datenschutz und Wahrung der Persönlichkeitsrechte |
| 43. | 13.-15.05.1983                                                   | Saulgau                              | Zur Geschichte der Landschaft Oberschwaben |
| 44. | 01.-03.05.1984                                                   | Schwäbisch Gmünd                     | Sicherung und Versorgung des Archivguts als Beitrag zur Daseinsfürsorge |
| 45. | 17.-19.05.1985                                                   | Waiblingen                           | Archivierung von nichtamtlichem zeitgeschichtlichem Schriftgut und Erhaltung von Archivgut |
| 46. | 09.-11.05.1986                                                   | Lahr                                 | Archiv und Registratur |
| 47. | 29.-31.05.1987                                                   | Singen                               | Der Einsatz der ADV im Archiv und bei der Archivalien-Auswertung |
| 48. | 13.-15.05.1988                                                   | Rottenburg am Neckar                 | Landesarchivgesetz Baden-Württemberg |
| 49. | 05.-07.05.1989                                                   | Speyer                               | Quellen zur deutschen Geschichte in französischer Sprache |
| 50. | 18.-20.05.1990                                                   | Biberach an der Riß                  | Bewertung von Archivgut |
| 51. | 10.-12.05.1991                                                   | Augsburg                             | Bestandsbildung, Beständeabgrenzung, Beständebereinigung. Abgrenzung und Zusammenarbeit von Archiven                                                                                            |
| 52. | 29.-31.05.1992                                                   | Mannheim                             | Umgang mit Sammlungsgut in Archiven |
| 53  | 21.-23.05.1993                                                   | Leutkirch                            | Bestandserhaltung und vorausschauende Bestandssicherung |
| 54. | 1994                                                             | Bietigheim-Bissingen                 | Erschließen und Benutzen |
| 55. | 26.-28.05.1995                                                   | Wissembourg                          | Archivische Arbeit am Oberrhein (Le métier d’archiviste dans l’espace rhénan) |
| 56. | 17.-19.05.1996                                                   | Freiburg                             | Was leisten die Archive für die Gesellschaft? |
| 57. | 09.-11.05.1997                                                   | Aschaffenburg                        | Überlieferungssicherung in der pluralen Gesellschaft |
| 58. | 1998                                                             | Ladenburg                            | Die Urkunde im archivischen Überlieferungszusammenhang |
| 59. | 14.-16.05.1999                                                   | Villingen-Schwenningen               | Benutzung und Bestandserhaltung. Neue Wege zu einem Interessensausgleich |
| 60. | 02.-04.06.2000                                                   | Aalen                                | Das Archivwesen im 20. Jahrhundert. Bilanz und Perspektiven |
| 61. | 25.-27.05.2001                                                   | Schaffhausen                         | Zwischen Anspruch und Wirklichkeit – das Dienstleistungsunternehmen Archiv auf dem Prüfstand der Benutzerorientierung & Die rechtlichen Rahmenbedingungen – Auswirkung auf die Benutzungspraxis |
| 62. | 10.-12.05.2002                                                   | Mosbach                              | Positionierung und Profilierung der Archive neben und mit anderen Kulturinstitutionen |
| 63. | 16.-18.05.2003                                                   | Ludwigshafen                         | Archive auf dem Markt? Vermarktung und Verwaltung archivischer Dienstleistungen |
| 64. | 18.-20.06.2004                                                   | Weingarten                           | Historische Bildungsarbeit – Kompass für Archive? |
| 65. | 03.-04.06.2005                                                   | Lindau                               | Organisationsreformen und ihre Auswirkungen auf die archivische Arbeit – Baden-Württemberg und Nordrhein-Westfalen im Vergleich                                                                 |
| 66. | 23.-24.06.2006                                                   | Karlsruhe-Durlach                    | Digitale Bilder und Filme im Archiv – Marketing und Vermarktung |
| 67. | 22.-23.06.2007                                                   | Eppingen                             | Individualisierung von Geschichte – neue Chancen für Archive? |
| 68. | 20.-21.06.2008                                                   | Ulm                                  | Archive im (räumlichen) Kontext – Archivbauten und ihr Umfeld |
| 69. | 19.-20.06.2009                                                   | Münsingen                            | Archive und Medien |
| 70. | 18.-19.06.2010                                                   | Müllheim                             | Vom Büro ins Depot – Rationelle Verfahren der Bewertung und Übernahme von Akten |
| 71. | 20.-21.05.2011                                                   | Wertheim (Bronnbach)                 | Schadensprävention und Notfallvorsorge in Archiven |
| 72. | 22.-23.06.2012                                                   | Bad Bergzabern                       | Das neue Handwerk – Digitales Arbeiten in kleinen und mittleren Archiven |
| 73. | 21.-22.06.2013                                                   | Stuttgart                            | Archive und Migration |
| 74. | 23.-24.05.2014                                                   | Konstanz                             | Klassisch, kreativ und digital – neue Ressourcen für „alte“ Archive |
| 75. | 18.-19.06.2015                                                   | Rottenburg am Neckar                 | Vernetzung und Kollaboration von Archiven |
| 76. | 16.-17.06.2016                                                   | Bad Mergentheim                      | Film- und Tondokumente im Archiv |
| 77. | 22.06.-23.06.2017                                                | Bretten                              | Archivnutzer im Wandel |
| 78. | 21.-22.06.2018                                                   | Augsburg                             | Das Archivmagazin – Anforderungen, Abläufe, Gefahren |
| 79. | 16.05.-17.05.2019                                                | Ludwigsburg                          | Aktuelle Fragen der Überlieferungsbildung |
| 80. | 16.-18.06.2021                                                   | digital (geplant: Singen/Hohentwiel) | Archivische Erschließung im Umbruch |
| 81. | 19.05.-20.05.2022                                                | Reutlingen                           | Vor Ort und virtuell. Archive und Gesellschaft im digitalen Zeitalter |
| 82. | 22.06.-23.06.2023                                                | Balingen                             | Smart und intelligent – Digitale Unterstützung für die Arbeit im Archiv |
| 83. | 20.-21.06.2024                                                   | Landau in der Pfalz                  | Gehör finden – gehört werden. Archive und Audience Development in Verwaltung und Öffentlichkeit                                                                                                 |
| 84. | 22.-23.05.2025                                                   | Weinheim                             | Alles Recht – und gut? Aktuelle Rechtsfragen zur Archivgesetzgebung |